# Pleurococcus vulgaris
Espèce
Pleurococcus vulgaris est une espèce d'algues vertes de la famille des Chaetophoraceae. Cette algue microscopique et unicellulaire pousse sur les vieux murs et troncs d'arbres humides.